# Papillon (Buch)

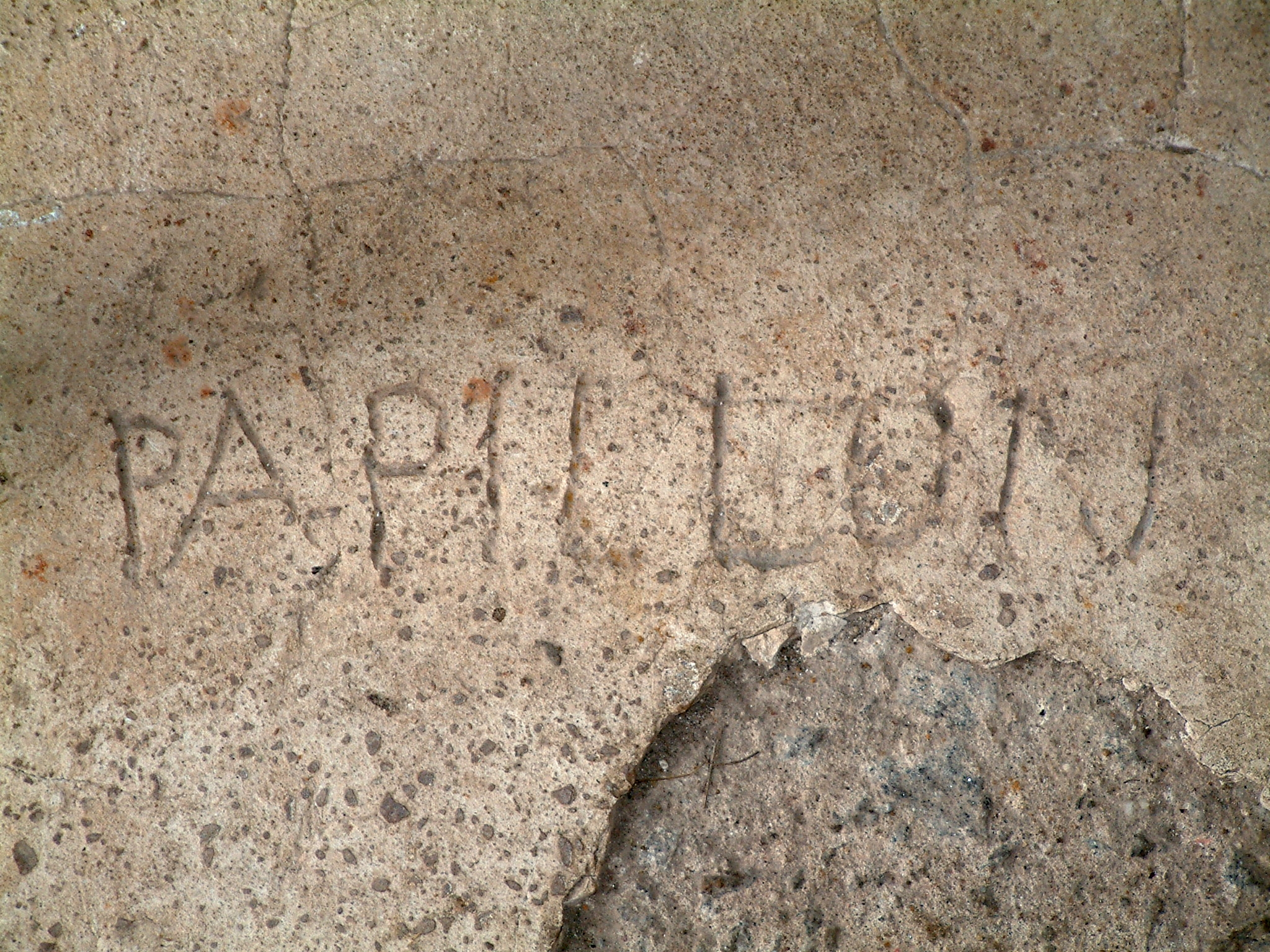
Eingeritzter Schriftzug Papillon im Durchgangslager Saint-Laurent-du-Maroni

Papillon ist der erste von zwei Romanen des französischen Schriftstellers Henri Charrière, der wegen Totschlages zu lebenslanger Zwangsarbeit in Französisch-Guayana verurteilt worden war. In dem 1969 veröffentlichten Buch, das autobiografische Elemente, historische Fakten und Fiktion miteinander verbindet, schildert er seine Gefangenschaft – unter anderem auf der Teufelsinsel – und seine zahlreichen Fluchtversuche.

## Überblick
Der Erzähler Henri Charrière, wegen der Schmetterlingstätowierung am Halsansatz „Papillon“ genannt, hat 1967/68 in Caracas, wo er mit Frau und Tochter lebte, in 13 Heften, zgl. die Romankapitel, seine Erinnerungen an die schwerste Zeit seines Lebens aufgeschrieben: seine Verurteilung, die schweren Haftbedingungen in den Gefängnissen in Französisch-Guayana, Kolumbien und Venezuela, der Alltag der Häftlinge, mit Einblendung derer Kriminalgeschichten, die meist vergeblichen und die wenigen gelungenen Ausbruchsversuche sowie die Fluchtwege durch die Karibik. Dabei klagt er das harte System der französischen Justiz mit lebenslänglicher Verbannung in die Arbeitslager auf südamerikanischen Inseln an: „Ich bin lieber Sträfling als Gefängnisaufseher.“ (Kp. 6)
Demgegenüber lobt der Erzähler die Gastfreundschaft und Hilfsbereitschaft der meist armen Bevölkerung, seien es europäische Kolonisten, Indianer, Schwarze, Asiaten oder Mischlinge verschiedener Ethnien, die den flüchtenden Schwerverbrechern vorurteilslos begegneten und ihnen eine neue Chance in ihrer Dorfgemeinschaft boten. Diese natürliche Humanität ist ihm am Ende seiner Odyssee wichtiger als das Leben in der industriellen Zivilisation Frankreichs, wo der Durst nach immer mehr Komfort „die Seele und das Mitgefühl, das Verständnis für andere [töte]“ (Kp. 13). Die Handlung beginnt 1932 mit seiner Verurteilung in Paris und endet 1945 mit seiner Freilassung in Venezuela.

## Inhalt
Kp. 1 Der Weg zur Hölle
Henri wird in Paris im Oktober 1932 trotz Beteuerung seiner Unschuld wegen Mordes zu lebenslanger Haft bzw. Verbannung nach Französisch-Guayana verurteilt. Während seiner gesamten Gefängniszeit ist der Gedanke der Rache am Staatsanwalt Pradel die Triebfeder seiner Fluchtversuche. Noch im Gefängnis freundet er sich mit dem Fälscher Louis Dega an, dem es gelungen ist, eine große Summe Geldes in einem „Stöpsel“, einem Metallzylinder, in seinem After zu verstecken, sowie mit Julot Marteau, der nach einem misslungenen Ausbruch zum zweiten Mal auf dem Weg nach Guayana ist und ihn über das gefährliche Leben in der Strafkolonie informiert. Henri rüstet sich ebenfalls mit einer solchen Geldkapsel aus und finanziert damit seine Flucht. Der Transport der Sträflinge verläuft über Caen, La Rochelle nach Saint-Martin-de-Ré, wo die Ozeanfahrt beginnt.
Kp. 2 Unterwegs ins Bagno
Nach der Ankunft in Saint-Laurent-du-Maroni, Französisch-Guayana, erfahren alle drei, dass sie auf die Îles du Salut  vor der Küste, die wegen der Haie und der Strömung als ausbruchsicher gelten, geschickt werden sollen. Deshalb wollen sie schon vorher aus dem Gefängnis fliehen. Sie täuschen Krankheiten vor und kommen mit Hilfe von Bestechungsgeldern ins weniger bewachte Spital. Julot gelingt die Flucht als Erstem. Papillon plant die Flucht gemeinsam mit den Mithäftlingen Joanes Clousiot und dem 19-jährigen André Maturette. Dega hält nichts von ihrem Plan und will sein Glück von der Insel aus versuchen, was ihm jedoch nicht gelingt. Henri trifft ihn dort bei seiner Rückkehr.
Kp. 3 und 4 Erster Fluchtversuch und Erste Flucht
Clousiot, Maturette und Charrière locken mit einem Trick den Aufseher in den Saal und nehmen ihm die Schlüssel ab. Die Flucht per Boot führt sie zuerst zur im Fluss Maroni gelegenen Taubeninsel der Leprakranken. Von dort beginnt ihre Reise mit einem seetüchtigen Boot nach der damaligen britischen Kolonie Trinidad in der Karibik.
Nach einem kurzen Aufenthalt auf Trinidad geht die Reise weiter nach dem niederländischen Curaçao. Auf allen Reisestationen werden sie von den Bewohnern freundlich behandelt und nicht an die französischen Behörden ausgeliefert. Sie erhalten aber kein Aufenthaltsrecht, man schiebt sie vielmehr durch Unterstützung bei ihrer Weiterreise ab. An der Küste von Kolumbien werden alle von einer Polizeipatrouille festgenommen und in Riohacha in ein Gefängnis gesteckt. Papillon gelingt zusammen mit dem einheimischen Schmuggler Antonio die Flucht in ein politisch unabhängiges Indianergebiet zwischen Kolumbien und Venezuela. Dort wird er in die Gemeinschaft des Stammes der Goajira, der von der Perlenfischerei lebt, aufgenommen und mit zwei Mädchen, Lali und ihrer Schwester Zoraima, verheiratet. Doch er will dort nicht sein weiteres Leben verbringen. Deshalb verabschiedet er sich nach einem halben Jahr mit einer öffentlichen Zeremonie aus dem Dorf.
Kp. 5 Zurück in die Zivilisation
Henri reitet über die Grenze nach Kolumbien zurück, fährt als Anhalter Richtung Westen, bekommt in einem Kloster Unterschlupf, wird aber verraten, von Polizisten verhaftet und in das Gefängnis nach Santa Marta gebracht. Dort trifft er seine Gefährten der Karibik-Seereise wieder. Durch Bestechungen und mit Hilfe des belgischen Gesandten kann er den bei Flut überschwemmten Kerkerkeller verlassen und einen Ausbruch aus dem Gefängnis sowie die Flucht über das Meer vorbereiten. Dieser Versuch scheitert am unvorhergesehenen Wetter und er wird zusammen mit Clousiot und Maturette zur Vorbereitung der Auslieferung nach Französisch-Guayana in die Festung nach Barranquilla transportiert. Hier setzt er seine phantasievollen Befreiungsaktionen fort, doch alle enden erfolglos: durch die Kapelle während einer Sonntagsmesse, mit Seilen über die Mauer, durch ein in die Mauer gesprengtes Loch. Beim Sprung in die Tiefe bricht er sich beide Füße. So wird er im November 1934 verletzt nach Saint-Laurent-du-Maroni verfrachtet und wegen seines Ausbruchs zu zwei Jahren Zuchthaus zusätzlich verurteilt.
Kp. 6 und 7 Inseln des Heils
Er wird zuerst auf die Île Saint-Joseph, die mittlere der Îles du Salut, genannt die „Menschenfresserin“, gebracht, wo er zwei Jahre schwere Isolationshaft ohne Sprechkontakt mit anderen Menschen verbüßen muss. Durch regelmäßiges Herumlaufen in der engen Zelle und durch die Erinnerung an vergangene Abenteuer und die Vertiefung in eine Phantasiewelt hält er sich körperlich und geistig fit. Im Juni 1936 hat er seine Strafe verbüßt und kommt auf die Île Royale, die größte der drei Inseln. Dort übernimmt er formal die Aufgabe des Latrinenentleerers, lässt aber andere gegen Bezahlung die Arbeit verrichten. In seiner Freizeit angelt er Fische, die er gegen andere Lebensmittel tauscht. Er hat nämlich sehr schnell das neue Lagersystem durchschaut. Während er bisher von der Solidarität der Gefangenen untereinander gegen die Aufseher profitierte, sieht er, dass im Arbeitslager jeder versucht, in der Gruppenhierarchie aufzusteigen, Seilschaften zu bilden und Geschäfte zu machen, um einen Vorteil zu erreichen, z. B. beim Pokerspiel oder mit Kunsthandwerk, Geldverleih, Prostitution, Dienstleistungen, Handel. Dabei sind die Aufseher die Bindeglieder mit der Außenwelt und lassen die Sträflinge bei ihrer Selbstversorgung und -justiz gewähren, solange im Lager Ruhe herrscht und sie ihren Profit haben. Henri hält sich aus den gefährlichen Kämpfen und Denunziationen heraus, unterstützt Freunde, geht höflich mit den Aufsehern um und spielt oft bei Streitigkeiten den Vermittler.
Erst nach fünf Monaten bereitet er in sorgfältiger Planung eine Flucht mit einem Floß vor, das er stückweise in der Werkstatt herstellen lässt und in Küstennähe versteckt. Kurz vor der Fertigstellung wird der Plan von dem Mithäftling Bébert Celier verraten. Charrière rächt sich, indem er ihn zu einem Angriff provoziert und ihn, als Verteidigung getarnt, ersticht. Deshalb wird er nicht zum Tode verurteilt, sondern erhält für beide Delikte eine Strafe von acht Jahren Einzelhaft auf der Insel St. Joseph. Nachdem dort viele Insassen Selbstmord begehen oder an Skorbut erkranken, werden die Haftbedingungen erleichtert. Die Gefangenen dürfen jetzt täglich im Meer baden. Bei einem dieser Ausgänge versucht Papillon Lisette, die kleine Tochter des Inselkommandanten Granduits, vor dem Ertrinken zu retten und wird dafür nach neunzehn Monaten aus der Einzelhaft entlassen.
Kp. 8 Rückkehr nach Royale
Er kehrt auf die Insel Royale zurück und transportiert täglich mit einem Büffelkarren Wasser vom Meer zum Lager. Mit Beginn des Zweiten Weltkrieges werden die Sicherheitsvorkehrungen verschärft, um Ausbrüche zu verhindern. Da Henri als besonders fluchtbereit gilt, kommt er auf die Insel St. Joseph, die wegen der Haifische an den Küsten als besser gesichert gilt als die anderen Inseln. Dort erlebt er die Erschießung dreier aufständischer Gefangener, die mit der Erstürmung eines Waffenlagers eine Rebellion einleiten wollten. Darauf gehen die Wächter hart gegen alle Lagerinsassen vor und sperren sie in ihre Häuser ein. Henri kann als Vermittler die Kommandanten der Inseln überzeugen, der Untersuchungskommission gegenüber die Aktion als Amoklauf mit Selbstmordabsicht zu erklären, was sowohl für das unbeherrscht agierende Wachpersonal als auch die nicht direkt beteiligten Häftlinge vorteilhaft ist.
Kp. 9 Saint-Joseph
Nach der Ermordung seines Freundes Matthieu Carbonieri und der Rache an den Tätern plant Henri zusammen mit dem Italiener Romeo Salvidia die Flucht aus der gering bewachten Station der Geisteskranken. Sein Freund bewirbt sich dort um die Beschäftigung als Pfleger, Charrière simuliert Wahnvorstellungen und wird in das Asyl eingewiesen. Gemeinsam versuchen sie eines Nachts mit einem aus zwei großen Fässern gebauten Floß zu fliehen. Doch das Meer ist stürmisch und wirft sie gegen einen Felsen. Salvidia ertrinkt, Charrière kann unbemerkt zurück in das Spital schlüpfen. Er täuscht nun seine Heilung vor, kommt zurück ins Lager und freundet sich mit dem ihn betreuenden Arzt Germain Guibert und dessen Frau an. Dieser versteht seine Fluchtgedanken und veranlasst seine Übersiedelung auf die Île du Diable, die Teufelsinsel.
Kp. 10 und 11 Auf der Teufelsinsel und Bagno, ade!
1941 flieht Henri zum neunten Mal. Da die Teufelsinsel von stürmischem Meer umgeben ist, gilt sie als ausbruchsicher und die Häftlinge haben mehr Bewegungsraum als in den anderen Lagern. Diese Situation nutzt Charrière aus und sticht zusammen mit seinem Kameraden Sylvain auf zwei Flößen, die aus großen mit schwimmfähigen Kokosnüssen gefüllten Jutesäcken bestehen, in See. Ebbe und Flut ausnutzend erreichen sie nach zwei Tagen die guayanische Küste. Sylvain versucht im morastigen Flachwasser an Land zu waten und versinkt im Sumpf. Henri schlägt sich allein durch den Urwald. Nach dem Plan des Chinesen Tschang, der ihm bei der Vorbereitung geholfen hat, durchstreift er den Urwald bei Kourou bis zum Indochinesenlager Inini, nimmt Kontakt auf zu dessen Bruder Quiek-Quiek, der sich auf einer schwer zugänglichen, von Schlamm umgebenen Insel versteckt hat, und flieht zusammen mit ihm und dessen Kompagnon Van Hue mit einem Boot über den Fluss Kourou in den Atlantik.
Kp. 12 Georgetown
Vor der Küste Britisch-Guayanas werden Henri und die beiden Chinesen von einem englischen Torpedoboot entdeckt und nach Georgetown geleitet. Dort erhalten sie eine Aufenthaltserlaubnis, dürfen jedoch nicht ausreisen. Sie finden aus ihrer Einwandererszene Unterstützung und verdienen sich ihren Unterhalt zuerst als Gemüsehändler. Dann will der Erzähler mehr Geld verdienen, handelt mit seltenen Schmetterlingen, übernimmt eine Hafenkneipe und bald darauf das Stripteaselokal „Bambus-Cabane“ im abgelegenen Bergbaugebiet Mackenzie. Seine 19-jährige Geliebte Indara, die Tochter eines betrügerischen javanischen Geisterbeschwörers, unterstützt ihn in seinen Etablissements als attraktive Serviererin. Sie fällt ihm jedoch wegen ihrer Ansprüche an ihn immer mehr auf die Nerven. Nach Schlägereien mit sich geneppt fühlenden Gästen muss Charrière dieses einträgliche und zwielichtige Gewerbe aufgeben und bereitet mit vier anderen Franzosen seine verbotene Weiterreise vor. Sie kaufen einen Kahn, bemalen ihn, dass er zur Kopie eines registrierten Fischerbootes wird, gelangen so unbehelligt aufs offene Meer, geraten dann in einen Taifun, der ihren Segelmast bricht und ihre Verpflegung wegfegt, und werden nach ca. einer Woche an die Küste Venezuelas getrieben.
Kp. 13 Venezuela
Im Fischerdorf Irapa am Golf von Paria werden sie freundlich aufgenommen und gesund gepflegt, doch verhaftet sie der Polizeipräfekt von Guiria und lässt sie ins Bagno El Dorado im Inland transportieren und dort zur Beobachtung internieren. Hier erlebt Henri die härteste Zwangsarbeiterkolonie, wenn auch er und seine Freunde, im Gegensatz zu den einheimischen Sträflingen, von den Prügelstrafen verschont bleiben und einen Garten zur Gemüseversorgung anlegen dürfen. Mit den im Sand des benachbarten Flusses Río Caroní gefundenen Diamanten baut sich Henri nach seiner Freilassung im Oktober 1945 und der Erlaubnis, Bürger Venezuelas zu werden, eine neue Existenz auf. Er sieht ein, dass er in Frankreich durch eigenes Verschulden auf die schiefe Bahn geraten ist, beklagt aber, dass er dafür zu hart bestraft wurde. Nun gelobt er: „[I]n dem Land, das mir Vertrauen schenkt, würde ich mich schämen, etwas Strafbares zu tun.“

## Recherchen über die Biografie des Autors
Der Wahrheitsgehalt der vom Verlag als Autobiografie bezeichneten Geschichte ist Gegenstand vieler Kontroversen. Bereits kurz nach Erscheinen des Romans begannen die Recherchen über das abenteuerliche Leben des Autors. Sie ergaben, dass der Roman eine Mischung aus Geschichte und Fiktion ist. 2005 wurde Charrière von Charles Brunier, einem Exhäftling in Französisch-Guayana, beschuldigt, dass Teile der Erzählung nicht von ihm selbst erlebt, sondern ihm von anderen Häftlingen einschließlich Brunier mitgeteilt worden seien. Dessen Biografie stimmt in einigen Punkten mit der der Romanfigur Papillon überein, und Brunier hat sogar eine Schmetterlingstätowierung am linken Arm.
Auch die Rolle Charrières bei dem Mord in Paris, der ihn in das Straflager gebracht hat, ist unklar. Zwar bestritt er zeitlebens, damit zu tun gehabt zu haben. Georges Ménager untersuchte den Fall, befragte Polizisten und Rechtsanwälte und veröffentlichte 1970 sein Buch Les quatre vérités de Papillon. Danach hätten mehrere Zeugen (nicht wie im Roman: ein einziger) Charrière belastet und wenig Zweifel an seiner Täterschaft gelassen.

## Buchausgaben (Auswahl)
- Papillon. Robert Laffont, Paris 1969.
- Papillon. Ins Deutsche übertragen von Erika Ziha und Ruth von Mayenburg. Fritz Molden, Wien 1970, ISBN 3-217-00122-2. (3 Wochen lang im Jahr 1970 auf dem Platz 1 der Spiegel-Bestsellerliste)
- Papillon. Roman. Fischer Taschenbuch, Frankfurt am Main 1978, ISBN 978-3-596-21245-3.

## Fortsetzung
Nach dem großen Erfolg von Papillon veröffentlichte Charrière kurz darauf den Roman Banco, der von den Geschehnissen nach der Freilassung und vor der Verurteilung berichtet.

## Adaptionen

### Verfilmungen
Das Buch wurde 1973 von Franklin J. Schaffner mit Steve McQueen und Dustin Hoffman in den Hauptrollen verfilmt.
Der Film weicht in folgenden Punkten ab:
1. wurde der Protagonist im Film nach einem Fluchtversuch und nicht nach der ersten großen Flucht (die fast ein Jahr dauerte) für zwei Jahre inhaftiert
2. wurde er nur wegen eines Fluchtversuchs zu den weiteren fünf Jahren Einzelhaft verurteilt und nicht wegen Mordes
3. Er musste die fünf Jahre zur Gänze absitzen (siehe oben)
4. im Buch wurde Henri im Gegensatz zum Film von seinem Freund Louis Dega (im Film: Dustin Hoffman) nicht ein einziges Mal auf einem Fluchtversuch begleitet, auch wenn die Flucht gemeinsam geplant wurde (Dega hielt Charrières Plan für zu riskant)
5. im Buch hat Louis Dega seine Strafe komplett auf der Île Royale abgesessen und war nie auf der Teufelsinsel
6. im Buch wurde der Flüchtling Julot (genannt L’homme au marteau) nicht auf der Flucht getötet, sondern Charrière sah ihn Jahre später durch einen Zufall wieder
7. im Buch war Charrière nie im Camp Kilo 40 oder in einem anderen Arbeitslager auf dem Festland
8. der Film endet mit der Flucht von der Teufelsinsel, womit ungefähr ein Fünftel des Romans weggelassen wurde

2017 entstand eine Neuverfilmung unter der Regie von Michael Noer; die Hauptrollen übernahmen Charlie Hunnam und Rami Malek.

### Hörbuch
Am 14. Februar 2011 erschien ein von Oliver Rohrbeck eingelesenes Hörbuch.

## Sonstiges
Der Titel des Romans Alle sieben Wellen von Daniel Glattauer referenziert die Flucht Papillons auf einem Floß aus Kokosnüssen mit der besonderen siebenten Welle.